# Musculus longitudinalis superior linguae
De musculus longitudinalis superior linguae of bovenste lengtespier van de tong is een van de intrinsieke tongspieren. Hij vormt een dunne laag van spiervezels net onder het muceuze membraan op de tongrug.
Deze spier zorgt voor het optillen van de tongpunt en de zijkanten van de tong - het maken van een "krultong" dus. Ze helpt ook bij het kauwen, spreken en slikken.
De musculus longitudinalis superior linguae wordt geïnnerveerd door de twaalfde hersenzenuw, de nervus hypoglossus.